# 온양읍
온양읍(溫陽邑)은 대한민국 울산광역시 울주군의 읍이다.

## 역사
신라시대에는 서생면에 치소를 둔 생서량군(生西良郡)의 일부였다. 생서량군은 757년에 동안군(東安郡)으로 개칭하였다. 정확한 시기는 불명이지만 이 지역에 공수현(公須縣)이 설치되었다. 고려시대에 흥례부에 편입되었다. 흥례부는 공화현으로 격하되었다가 울주로 승격되고, 조선시대에 울산군이 되었다. 이 지역은 울산군 남면이 되었다가 온양면으로 개칭하였다. 1879년에 일부가 온산면으로 분리되고 1889년에 온양면을 온남면과 온북면으로 분리하였다.
- 1889년 온남·온북면으로 구분
- 1895년 서생포 동첨절제사의 직할지였던 지역이 서생면으로 분리되었다.
- 1906년 온남면 일부와 서생면 일부가 외남면이 되어 양산군에 편입되었다.
- 1914년 4월 1일 온남면 수마동이 서생면에, 온북면 기산동과 산성동이 온산면에 편입되고, 온남·온북면을 온양면으로 통합하여 11개리로 개편하였다.

| 개편 전                                                                        | 개편 후        |
| ------------------------------------------------------------------------------ | -------------- |
| 공동(公洞), 공서동(公西洞)                                                     | 남창리(南倉里) |
| 동평동(東坪洞), 상서동(上西洞), 중서동(中西洞), 하서동(下西洞), 서호동(西湖洞) | 동상리(東上里) |
| 망화동(望化洞), 산양동(山陽洞)                                                 | 망양리(望陽里) |
| 고산동(高山洞), 고사동(古沙洞)                                                 | 고산리(高山里) |
| 중광동(中光洞), 신지동(新只洞), 외광동 일부, 귀지동 일부                       | 삼광리(三光里) |
| 내광동(內光洞)                                                                 | 내광리(內光里) |
| 외광동(外光洞), 귀지동(貴旨洞)                                                 | 외광리(外光里) |
| 대운동(大雲洞), 태화동(台化洞)                                                 | 운화리(雲化里) |
| 사안동(士安洞)                                                                 | 대안리(大安里) |
| 발리동(鉢里洞), 장동(長洞)                                                     | 발리(鉢里)     |
| 덕동(德洞), 신경동(新庚洞), 오산동(吾山洞)                                     | 덕신리(德新里) |
- 1952년 4월 25일 지방 선거가 시행되고 초대 온양면의원 12명이 선출되었다.
- 1961년 9월 1일 온양면의회가 해산되었다.
- 1962년 6월 1일 울산군 일부에 울산시가 설치되면서 울주군 온양면이 되었다.
- 1975년 10월 1일 덕신리가 온산면에 편입되었다.
- 1991년 1월 1일 울주군이 울산군으로 개칭하면서 울산군 온양면이 되었다.
- 1995년 1월 1일 울산시·울산군 통합으로 울산시 울주구 온양면이 되었다.
- 1997년 7월 15일 울산시가 울산광역시로 승격하면서 울산광역시 울주군 온양면이 되었다.
- 2001년 3월 1일 온양면이 온양읍으로 승격하였다.

## 행정 구역
온양읍은 10개 법정리와 38개 행정리, 257개 반으로 구성되어있다. 인구는 2012년 4월 기준으로 9,288세대 24,916명이다. 읍소재지는 남창리이다.
| 법정리 | 한자   | 세대  | 인구   |
| ------ | ------ | ----- | ------ |
| 남창리 | 南倉里 | 379   | 717    |
| 동상리 | 東上里 | 200   | 430    |
| 망양리 | 望陽里 | 1,112 | 2,363  |
| 고산리 | 高山里 | 208   | 470    |
| 삼광리 | 三光里 | 163   | 316    |
| 내광리 | 內光里 | 123   | 314    |
| 외광리 | 外光里 | 114   | 248    |
| 운화리 | 雲化里 | 1,661 | 4,073  |
| 대안리 | 大安里 | 4,716 | 14,123 |
| 발리   | 鉢里   | 612   | 1,862  |
| 온양읍 | 溫陽邑 | 9,288 | 24,916 |

## 교육 기관
- 온양초등학교
- 온양초등학교 병설유치원
- 온남초등학교
- 온남초등학교 병설유치원
- 남창중학교
- 남창고등학교

## 교통 시설

### 도로
동해고속도로가 지나며 운화리에 온양 나들목이 있다. 국도 제14호선이 지나며 남쪽으로 기장군, 북쪽으로는 청량면, 남구와 연결된다. 웅상과 서생면으로 연결되는 지방도 제1028호선이 있었지만 울산시가 광역시로 승격하면서 지방도 지정이 해제되고 울주군도로 전환되었다.

### 철도
남창리에 동해선과 온산선이 분기하는 남창역이, 망양리에 망양역이 있다. 동해선 광역전철이 선다. 남창역에는 2022년 하반기부터 무궁화호 열차가 정차한다.

## 온양면의회
온양면의회는 1952년부터 1961년까지 존속한 대한민국의 지방의회이다.
- 1952년 4월 25일 초대 면의원 선거 실시, 온양면의원 12명(대한독립촉성국민회1+무소속11)이 선출되었다.
- 1956년 8월 8일 2대 면의원 선거 실시, 온양면의원 11명(자유당11)이 선출되었다.
- 1960년 12월 12일 3대 면의원 선거 실시, 온양면의원 11명이 선출되었다.
- 1961년 9월 1일에 군사 정권에 의해 강제해산되었다.

## 같이 보기
- 포털:대한민국